# Свердловська сільська рада (Комінтернівський район)
Свердло́вська сільська́ ра́да — колишня адміністративно-територіальна одиниця та орган місцевого самоврядування в Комінтернівському районі Одеської області. Адміністративний центр — село Свердлове.

## Загальні відомості
Свердловська сільська рада утворена в 1920 році.
- Територія ради: 33,843 км²
- Населення ради: 1 560 осіб (станом на 2001 рік)

## Населені пункти
Сільській раді був підпорядкований один населений пункт — с. Свердлове.

## Населення
Згідно з переписом УРСР 1989 року чисельність наявного населення сільської ради становила 1769 осіб, з яких 808 чоловіків та 961 жінка.
За переписом населення України 2001 року в сільській раді мешкало 1560 осіб.

### Мова
Розподіл населення за рідною мовою за даними перепису 2001 року:
| Мова       | Відсоток |
| ---------- | -------- |
| російська  | 48,21 %  |
| українська | 43,33 %  |
| болгарська | 3,65 %   |
| грецька    | 2,88 %   |
| молдовська | 0,64 %   |
| білоруська | 0,45 %   |
| вірменська | 0,26 %   |
| гагаузька  | 0,13 %   |
| румунська  | 0,13 %   |
| німецька   | 0,06 %   |
| інші       | 0,26 %   |

## Склад ради
Рада складалась з 16 депутатів та голови.
- Голова ради: Сусленко Домнікія Василівна
- Секретар ради: Чернікова Тетяна Миколаївна

### Керівний склад скликань
| Прізвище, ім'я, по батькові  | Основні відомості                                                          | Дата обрання | Дата звільнення |
| ---------------------------- | -------------------------------------------------------------------------- | ------------ | --------------- |
| Сєвєрін Володимир Васильович | Сільський голова, 1951 року народження, член Соціалістичної партії України | 26.03.2006   | 01.05.2007      |
| Каванда Юрій Дмитрович       | Сільський голова, 1969 року народження, освіта вища, безпартійний          | 09.09.2007   | 31.10.2010      |
| Каванда Юрій Дмитрович       | Сільський голова, 1969 року народження, освіта вища, член Партії регіонів  | 31.10.2010   | 11.12.2011      |
| Сусленко Домнікія Василівна  | Сільський голова, 1961 року народження, освіта вища, член Партії регіонів  | 11.12.2011   | 25.10.2015      |

Примітка: таблиця складена за даними сайту Верховної Ради України

### Депутати
За результатами місцевих виборів 2010 року депутатами ради були:

#### За суб'єктами висування
| Суб'єкт висування | Кількість обраних депутатів | %    |
| ----------------- | --------------------------- | ---- |
| Самовисування     | 14                          | 87,5 |
| Партія регіонів   | 2                           | 12,5 |

#### За округами
| № округу        | Прізвище, ім'я, по батькові    | Дата визнання обраним | Освіта             | Партійна приналежність                                          | Відомості про обраного депутата                                         |
| --------------- | ------------------------------ | --------------------- | ------------------ | --------------------------------------------------------------- | ----------------------------------------------------------------------- |
| Партія регіонів |                                |                       |                    |                                                                 |                                                                         |
| 2               | Жила Олексій Олексійович       | 04.11.2010            | середня            | член Партії регіонів                                            | приватний підприємець                                                   |
| 14              | Семеніхін Іван Вікторович      | 28.04.2013            | середня спеціальна | член Партії регіонів                                            | Першотравнева ДВМ, ветфельдшер                                          |
| Самовисування   |                                |                       |                    |                                                                 |                                                                         |
| 1               | Закревська Олена Іванівна      | 04.11.2010            | середня            | позапартійна                                                    | домогосподарка                                                          |
| 3               | Стоянова Антоніна Степанівна   | 04.11.2010            | середня            | член Всеукраїнського об'єднання «Батьківщина»                   | будинок культури, техпрацівник                                          |
| 4               | Нагалко Марія Йосипівна        | 04.11.2010            | вища               | член «Жінки за майбутнє» Всеукраїнського політичного об'єднання | будинок культури, художній керівник                                     |
| 5               | Островська Ганна Лук'янівна    | 04.11.2010            | середня            | член Соціалістичної партії України                              | пенсіонер                                                               |
| 6               | Шевцова Софія Георгіївна       | 04.11.2010            | середня            | член Партії регіонів                                            | Свердловська загальноосвітня школа, хореограф                           |
| 7               | Кочержинська Олена Василівна   | 04.11.2010            | середня спеціальна | позапартійна                                                    | Свердловська амбулаторія, медсестра                                     |
| 8               | Каванда Олександр Дмитрович    | 04.11.2010            | середня            | член Партії регіонів                                            | амбулаторія загальної практики — сімейної медицини Свердлове, водій     |
| 9               | Вербицька Валентина Миколаївна | 04.11.2010            | середня            | член Народної партії                                            | ПП «Новоукраїнське сільськогосподарське», завідувачка аграрного сектору |
| 10              | Кривенко Сергій Олександрович  | 29.04.2012            | вища               | член Партії регіонів                                            | ТОВ «Агро-Південь-І», директор                                          |
| 11              | Труфкакі Сергій Степанович     | 04.11.2010            | середня            | член Партії регіонів                                            | ПП «Катран- Ойл», оператор                                              |
| 12              | Чернікова Тетяна Миколаївна    | 04.11.2010            | вища               | позапартійна                                                    | Свердловська сільська рада, секретар                                    |
| 13              | Тодоров Віталій Вікторович     | 04.11.2010            | вища               | позапартійний                                                   | управління юстиції, спеціаліст                                          |
| 15              | Бускіна Олена Василівна        | 04.11.2010            | середня спеціальна | позапартійна                                                    | пенсіонер                                                               |
| 16              | Богатир Яків Геннадійович      | 04.11.2010            | середня спеціальна | позапартійний                                                   | МПП «Транзит», директор                                                 |